# Crepidodera
Crepidodera — рід жуків родини Листоїди (Chrysomelidae). Рід налічує понад 40 видів, більшість з яких (31) відомі з Голарктики. Станом на 2014 рік було відомо 2 викопних види, знайдені в рівненському та балтійському бурштині.
Жуки живляться листям тополь та верб. Північноамериканські види трапляються також на сливі, груші, глоді. 

## Опис
Європейські види дрібні, довжиною 2,3-4,1 мм, тіло яскраве й металічнозелене, однобарвне чи двокольорове. Мають вузькі трикутні борозенки попереду та глибоку борозну при основі передньоспинки. Надкрила з пунктирними смугами. Задні стегна потовщені.

## Види та ареал
Види роду переважно поширені в Палеарктиці та Голарктиці. Один вид виявлений у Орієнтальній області. 9 видів відомі в Європі. Принаймні 15 видів описано в Неотропіках.
- Crepidodera aurata Marsham, 1802 - від Великої Британії до Азії
- Crepidodera aurea Geoffroy, 1785 - від Великої Британії до Азії
- Crepidodera aureola Foudras, 1860 - Франція та Піренейський півострів
- Crepidodera bella Parry, 1986
- Crepidodera bolognai Biondi, 1982
- Crepidodera browni Parry, 1986
- †Crepidodera decolorata Nadein & Perkovsky, 2010
- Crepidodera decora Parry, 1986
- Crepidodera digna Parry, 1986
- Crepidodera fulvicornis Fabricius, 1792 - від Великої Британії до Азії
- Crepidodera gemmata (Abeille, 1895) - Алжир і Туніс
- Crepidodera lamina Bedel, 1901
- Crepidodera luminosa Parry, 1986
- Crepidodera nigricoxis Allard, 1878 - Далекий Схід
- Crepidodera nitidula Linnaeus, 1758 - Центральна та Північна Європа
- Crepidodera ovata Medvedev, 1993
- Crepidodera peloponnesiaca Heikertinger, 1910 - Греція
- Crepidodera piundaunde Samuelson, 1984
- Crepidodera pluta Latreille, 1804 - від Великої Британії до Азії
- Crepidodera populivora Parry, 1986
- Crepidodera sahalinensis Konstantinov, 1996
- Crepidodera solita Parry, 1986
- Crepidodera stypheliae Samuelson, 1984
- Crepidodera ussuriensis Konstantinov, 1996 - Далекий Схід Росії
- Crepidodera vaga Parry, 1986
- Crepidodera yahiroi Suzuki, 2006
- Crepidodera wittmeri Doguet, 1976 - Іран